# 수면 (불교)
수면(隨眠, 산스크리트어: anuśaya, 팔리어: anusaya, 티베트어: bag la nyal, rgyas par 'gyur ba, 영어: disposition)은 다음의 분류, 그룹 또는 체계의 한 요소이다.
- 모든 번뇌를 마음을 따라 일어나는 근본번뇌와 근본번뇌를 따라 일어나는 수번뇌로 나눌 때, 근본번뇌의 여러 다른 이름 가운데 하나이다.
- 경량부의 번뇌론에서는 번뇌의 종자 상태 즉 잠세위(潛勢位)의 번뇌를 수면(隨眠)이라 하고 번뇌의 현행 상태 즉 현세위(顯勢位)의 번뇌를 전(纏)이라 한다.
- 대승불교의 유식유가행파의 번뇌론에서 수면은 번뇌, 특히 근본번뇌의 종자를 뜻한다. 즉, 제8아뢰야식에 잠복하고 있는 번뇌성의 잠재력을 말한다.
- 대승불교의 유식유가행파의 논서 《유가사지론》 제89권에 따르면, 수면(근본번뇌)을 비롯한 모든 번뇌는 전(纏)의 성질, 즉 얽어맴의 성질을 가지고 있는데, 현행하는 번뇌는 모두 전(纏)이다. 즉, 얾어맴의 성질을 나타낸다.[6]

세부적으로 보면 불교의 각 부파 또는 종파의 번뇌론에 따라 수면(隨眠)에 대한 정의에 있어서 차이가 있지만, 크게 볼 때 수면은 근본번뇌의 다른 말이며, 근본번뇌라는 말을 줄여서 그냥 번뇌라고도 한다. 유정의 마음을 따라[隨] 일어나며 또한 그 행상(行相: 작용하는 모습)이 미세[眠]하므로 수면이라고 한다. 또한, 유정의 마음을 쫓아다녀[隨逐] 마음이 혼미한 상태에 있게 하는 것이 잠자는[眠] 것과 같으므로 수면이라고 한다. 보다 자세히 말하면, 《구사론》 제20권 등에 따르면 수면(隨眠)에는 미세(微細) · 2수증(二隨增) · 수축(隨逐: 따라 다님) · 수박(隨縛) · 주(住: 머묾) ·  유(流: 유전) · 표(漂: 표류) · 합(合: 화합) · 집(執: 집취)의 뜻이 있다.
부파불교의 설일체유부의 번뇌론에 따르면, 수면은 6수면(六隨眠) · 7수면(七隨眠) · 10수면(十隨眠) · 98수면(九十八隨眠)으로 세분된다. 대승불교의 유식유가행파의 번뇌론에 따르면, 수면 즉 근본번뇌는 6근본번뇌(六根本煩惱) · 7근본번뇌(七根本煩惱) · 10근본번뇌(十根本煩惱) · 128근본번뇌(百二十八根本煩惱)로 세분된다. 즉, 10가지로 나뉘는 것까지는 견해가 서로 동일하지만, 10가지 수면 즉 근본번뇌를 3계 5부로 분별할 때는 서로간에 견해 차이가 있다.

## 수면의 여러 가지 뜻
《구사론》 제20권 등에 따르면 수면(隨眠)에는 다음과 같은 뜻이 있다.

### 미세
미세(微細)는 수면(隨眠) 즉 근본번뇌가 현행할 때 그 행상(行相)을 알기 어렵다는 것을 뜻한다.

### 2수증
2수증(二隨增)은 수면(隨眠) 즉 근본번뇌가 능히 그것의 소연과 상응법과 뒤엉켜[惛滯] 증장한다는 것을 뜻한다. 즉, 2수증은 소연과 상응법의 2가지가 수면을 따라 증장한다는 뜻이 아니라 수면이 자신의 소연과 상응법의 2가지를 따라 증장한다는 의미이다.

### 수축
수축(隨逐)은 수면(隨眠) 즉 근본번뇌가 능히 유정으로 하여금 해당 수면의 득(得)을 일으키게 한다는 것을 뜻한다. 달리 말하면, 항상 유정을 쫓아다니면서 언제나 과환(過患)이 되는 것을 뜻한다.

### 수박
수박(隨縛)은 가행(加行) 즉 노력[劬勞]을 기울이지 않으면 수면(隨眠) 즉 근본번뇌가 능히 스스로를 생겨나게 한다는 것을 뜻한다. 또한  가행 즉 노력을 기울여 수면 즉 근본번뇌가 일어나는 것을 막을지라도 완전히 끊어지지 않은 한 자꾸자꾸 현기(現起)한다는 것을 뜻한다.

### 주·머묾
주(住) 즉 머묾은 수면(隨眠) 즉 근본번뇌가 유정을 생사윤회(生死輪廻)에 체류시켜 '오래 머물게[久住]' 한다는 것을 뜻한다.

### 유·유전
유(流) 즉 유전(流轉): 수면(隨眠) 즉 근본번뇌가 유정이 생사윤회(生死輪廻)하는 동안 유정천(有頂天)으로부터 무간지옥에 이르기까지 유전(流轉)시킨다는 것을 뜻한다. 즉, 이들 갖가지 유루의 세계로의 상속이 끊임이 없이 일어나게 한다는 것을 뜻한다.
그리고, 이들 갖가지 유루의 세계에서 받은 상속 즉 소의신은 6창문(六瘡門, 즉 6근)에서 과(過) 즉 허물을 누설하는 것이 끊임이 없기 때문에 수면을 '누(漏, 산스크리트어: asrava)'라고도 이름한다. 즉, 유(流) 즉 유전(流轉)은 번뇌의 여러 다른 이름 가운데 하나인 누(漏)의 뜻이기도 하다.

### 표·표류
표(漂) 즉 표류(漂流): 수면(隨眠) 즉 근본번뇌가 유정으로부터 선품(善品)을 극심히 빼앗아 유실되게 한다는 것을 뜻한다.
이 뜻은 번뇌의 여러 다른 이름 가운데 하나인 폭류(瀑流, 산스크리트어: ogha: 폭포수 같은 흐름)의 뜻이기도 하다.

### 합·화합
합(合) 즉 화합(和合)은 수면(隨眠) 즉 근본번뇌가 유정을 3계(三界) · 5취(五趣) · 4생(四生)과 화합(和合)시킨다는 것을 뜻한다.
이 뜻은 번뇌의 여러 다른 이름 가운데 하나인 액(軛, 산스크리트어: yoga: 멍에)의 뜻이기도 하다.

### 집·집취
집(執) 즉 집취(執取)는 수면(隨眠) 즉 근본번뇌가 유정으로 하여금 욕경(欲境) 즉 5욕의 경계 등에 집착하게 하는 의지처 즉 발동근거가 된다는 것을 뜻한다.
이 뜻은 번뇌의 여러 다른 이름 가운데 하나인 취(取, 산스크리트어: upadana: 취함)의 뜻이기도 하다.

## 부파·종파별 견해
수면(隨眠)의 성격 또는 본질에 대해 "대체로" 근본번뇌라는 점에서는 부파 또는 종파의 의견이 대략 일치하지만, 세부적으로는 그 견해에 있어 서로간에 다음과 같은 확연한 차이가 있다.
설일체유부에서는 수면(隨眠: 근본번뇌 또는 번뇌)을 마음과 상응하는 법이라고 보아, 심소법으로 분류하였다. 반면, 부파불교의 분별부(分別部)와 독자부(犢子部)에서는 수면(隨眠)을 불상응행법에 속한 것으로 보았다.
그리고 대중부(大眾部)와 화지부(化地部)에서는 현행하는 번뇌와 훈습에 의해 형성된 종자 상태의 번뇌를 구분하여 전자를 전(纏)이라고 부르고 후자를 수면(隨眠)이라 불렀는데, 수면을 불상응행법에 속한 것으로 보았다.
경량부(經量部)에서는 번뇌가 각성되어 활동 상태에 있는 것을 전(纏)이라 하고 번뇌의 종자 상태 즉 번뇌가 잠복되어 있는 상태 또는 잠자는 상태를 수면(隨眠)이라 하였는데, 수면은 마음과 상응하는 법도 상응하지 않는 법도 아니라고 하였다. 즉 심소법에 속한 것도 불상응행법에 속한 것도 아니라고 하였다.
대승불교의 유식유가행파에서도 수면과 번뇌가 완전히 동일하다고는 보지 않았다. 유식유가행파에서는 대체로 수면을 번뇌의 습기(習氣)인 것으로, 즉 종자인 것으로 보았는데, 이 번뇌의 종자가 유정을 따라 쫓아다니며 아뢰야식내에 잠자듯이 엎드려 있는 잠재 상태로 존재한다고 보았다.

## 경론별 설명

### 유가사지론
대승불교의 유식유가행파의 논서 《유가사지론》 제8권과 제89권에 따르면,
수면(隨眠)은 번뇌의 다른 이름인 결(結) · 박(縛) · 수면(隨眠) · 수번뇌(隨煩惱) · 전(纏) · 폭류(暴流) · 액(軛) · 취(取) · 계(繫) · 개(蓋) · 주올(株杌) · 구(垢) · 상해(常害) · 전(箭) · 소유(所有) · 근(根) · 악행(惡行) · 누(漏) · 궤(匱) · 소(燒) · 뇌(惱) · 유쟁(有諍) · 화(火) · 치연(熾然) · 조림(稠林) · 구애(拘礙) 가운데 하나이다.
수면(隨眠)은 일체(一切)의 세간증상종자(世間增上種子)가 유정을 수축(隨逐: 따라 다님)한다는 것[一切世間增上種子之所隨逐]을 뜻한다. 즉, 번뇌를 수면(隨眠)이라고 부를 때는, 전의(轉依)를 증득하기 이전에는, 세간증상종자(世間增上種子), 즉, 세간 즉 유루를 증대시키는 종자, 즉, 번뇌의 종자, 즉 추중(麤重)이 언제나 유정의 소의신을 함께 따라 다닌다[隨逐 또는 隨附]는 것을 뜻한다.
수면(隨眠)은 특히 욕탐수면(欲貪隨眠) · 진에수면(瞋恚隨眠) · 유탐수면(有貪隨眠) · 만수면(慢隨眠) · 무명수면(無明隨眠) · 견수면(見隨眠) · 의수면(疑隨眠)의 7수면(七隨眠)을 말한다.

### 집론·잡집론
대승불교의 유식유가행파의 논서 《집론》 제4권과 《잡집론》 제6권에 따르면,
수면(隨眠)은 번뇌의 다른 이름인 결(結) · 박(縛) · 수면(隨眠) · 수번뇌(隨煩惱) · 전(纏) · 폭류(暴流) · 액(軛) · 취(取) · 계(繫) · 개(蓋) · 주올(柱杌) · 구(垢) · 소해(燒害) · 전(箭) · 소유(所有) · 악행(惡行) · 누(漏) · 궤(匱) · 열(熱) · 뇌(惱) · 쟁(諍) · 치연(熾然) · 조림(稠林) · 구애(拘礙) 가운데 하나이다.
수면(隨眠)은 특히 욕애수면(欲愛隨眠) · 진에수면(瞋恚隨眠) · 유애수면(有愛隨眠) · 만수면(慢隨眠) · 무명수면(無明隨眠) · 견수면(見隨眠) · 의수면(疑隨眠)의 7수면(七隨眠)을 말한다.
욕애수면(欲愛隨眠)은 욕탐(欲貪)의 품류의 추중(麤重) 즉 종자(種子)를 말한다.
진에수면(瞋恚隨眠)은 진에(瞋恚)의 품류의 추중(麤重) 즉 종자(種子)를 말한다.
유애수면(有愛隨眠)은 색탐(色貪) · 무색탐(無色貪)의 품류의 추중(麤重) 즉 종자(種子)를 말한다.
만수면(慢隨眠)은 만(慢)의 품류의 추중(麤重) 즉 종자(種子)를 말한다.
무명수면(無明隨眠)은 무명(無明)의 품류의 추중(麤重) 즉 종자(種子)를 말한다.
견수면(見隨眠)은 견(見)의 품류의 추중(麤重) 즉 종자(種子)를 말한다.
의수면(疑隨眠)은 의(疑)의 품류의 추중(麤重) 즉 종자(種子)를 말한다.

## 수면의 세분

### 12수면
부파불교의 설일체유부의 논서 《중사분아비담론》 제3권과 《품류족론》 제3권에 따르면,
12수면(十二隨眠)은 욕탐수면(欲貪隨眠) · 진에수면(瞋恚隨眠) · 색탐수면(色貪隨眠) · 무색탐수면(無色貪隨眠) · 만수면(慢隨眠) · 무명수면(無明隨眠) · 유신견수면(有身見隨眠) · 변집견수면(邊執見隨眠) · 사견수면(邪見隨眠) · 견취수면(見取隨眠) · 계금취수면(戒禁取隨眠) · 의수면(疑隨眠)을 말한다.

### 부파불교의 98수면
부파불교의 설일체유부의 번뇌론에 따르면,  수면(隨眠) 즉 근본번뇌는 3계 5부로 분별했을 때 아래 표와 같이 98가지로 나뉘며, 이들을 통칭하여 98수면(九十八隨眠)이라 한다.
|                                      | 3계 5부  | 욕계                                                                   | 색계                                                             | 무색계                                                           |        |
| ------------------------------------ | -------- | ---------------------------------------------------------------------- | ---------------------------------------------------------------- | ---------------------------------------------------------------- | ------ |
| 견소단·견혹· 분별기·미리혹 (88)      | 견고소단 | 탐 · 진 · 만 · 무명 · 유신견 · 변집견 · 사견 · 견취 · 계금취 · 의 (10) | 탐 · 만 · 무명 · 유신견 · 변집견 · 사견 · 견취 · 계금취 · 의 (9) | 탐 · 만 · 무명 · 유신견 · 변집견 · 사견 · 견취 · 계금취 · 의 (9) | 28가지 |
| 견소단·견혹· 분별기·미리혹 (88)      | 견집소단 | 탐 · 진 · 만 · 무명 · 사견 · 견취 · 의 (7)                             | 탐 · 만 · 무명 · 사견 · 견취 · 의 (6)                            | 탐 · 만 · 무명 · 사견 · 견취 · 의 (6)                            | 19가지 |
| 견소단·견혹· 분별기·미리혹 (88)      | 견멸소단 | 탐 · 진 · 만 · 무명 · 사견 · 견취 · 의 (7)                             | 탐 · 만 · 무명 · 사견 · 견취 · 의 (6)                            | 탐 · 만 · 무명 · 사견 · 견취 · 의 (6)                            | 19가지 |
| 견소단·견혹· 분별기·미리혹 (88)      | 견도소단 | 탐 · 진 · 만 · 무명 · 사견 · 견취 · 계금취 · 의 (8)                    | 탐 · 만 · 무명 · 사견 · 견취 · 계금취 · 의 (7)                   | 탐 · 만 · 무명 · 사견 · 견취 · 계금취 · 의 (7)                   | 22가지 |
| 수소단·수혹·사혹· 구생기·미사혹 (10) | 수도소단 | 탐 · 진 · 만 · 무명 (4)                                                | 탐 · 만 · 무명 (3)                                               | 탐 · 만 · 무명 (3)                                               | 10가지 |
|                                      |          | 36가지                                                                 | 31가지                                                           | 31가지                                                           | 98가지 |

### 대승불교의 128근본번뇌
부파불교의 설일체유부의 번뇌론에 따르면,  수면(隨眠) 즉 근본번뇌는 3계 5부로 분별했을 때 아래 표와 같이 128가지로 나뉘며, 이들을 통칭하여 128근본번뇌(百二十八根本煩惱)라 한다.
|                                      | 3계 5부  | 욕계                                                                   | 색계                                                             | 무색계                                                           |         |
| ------------------------------------ | -------- | ---------------------------------------------------------------------- | ---------------------------------------------------------------- | ---------------------------------------------------------------- | ------- |
| 견소단·견혹· 분별기·미리혹 (112)     | 견고소단 | 탐 · 진 · 만 · 무명 · 유신견 · 변집견 · 사견 · 견취 · 계금취 · 의 (10) | 탐 · 만 · 무명 · 유신견 · 변집견 · 사견 · 견취 · 계금취 · 의 (9) | 탐 · 만 · 무명 · 유신견 · 변집견 · 사견 · 견취 · 계금취 · 의 (9) | 28가지  |
| 견소단·견혹· 분별기·미리혹 (112)     | 견집소단 | 탐 · 진 · 만 · 무명 · 유신견 · 변집견 · 사견 · 견취 · 계금취 · 의 (10) | 탐 · 만 · 무명 · 유신견 · 변집견 · 사견 · 견취 · 계금취 · 의 (9) | 탐 · 만 · 무명 · 유신견 · 변집견 · 사견 · 견취 · 계금취 · 의 (9) | 28가지  |
| 견소단·견혹· 분별기·미리혹 (112)     | 견멸소단 | 탐 · 진 · 만 · 무명 · 유신견 · 변집견 · 사견 · 견취 · 계금취 · 의 (10) | 탐 · 만 · 무명 · 유신견 · 변집견 · 사견 · 견취 · 계금취 · 의 (9) | 탐 · 만 · 무명 · 유신견 · 변집견 · 사견 · 견취 · 계금취 · 의 (9) | 28가지  |
| 견소단·견혹· 분별기·미리혹 (112)     | 견도소단 | 탐 · 진 · 만 · 무명 · 유신견 · 변집견 · 사견 · 견취 · 계금취 · 의 (10) | 탐 · 만 · 무명 · 유신견 · 변집견 · 사견 · 견취 · 계금취 · 의 (9) | 탐 · 만 · 무명 · 유신견 · 변집견 · 사견 · 견취 · 계금취 · 의 (9) | 28가지  |
| 수소단·수혹·사혹· 구생기·미사혹 (16) | 수도소단 | 탐 · 진 · 만 · 무명 · 유신견 · 변집견 (6)                              | 탐 · 만 · 무명 · 유신견 · 변집견 (5)                             | 탐 · 만 · 무명 · 유신견 · 변집견 (5)                             | 16가지  |
|                                      |          | 46가지                                                                 | 41가지                                                           | 41가지                                                           | 128가지 |

## 같이 보기
- 3도: 견도 · 수도 · 무학도
  - 견도: 16심 · 고법지인
  - 무학도: 34심
  - 성문 수행계위: 4향4과 - 10결(= 5하분결 + 5상분결)
  - 보살 수행계위: 52위
- 현관: 4제현관 · 6현관
- 유루와 무루
- 번뇌의 해석
- 번뇌의 다른 이름
  - 개 · 결 · 계 · 구 · 구애 · 궤 · 근 · 뇌 · 누 · 박 · 상해 · 소 · 소유 · 소해 · 수면 · 수번뇌 · 악행 · 액 · 열 · 유쟁 · 쟁 · 전 · 전 · 조림 · 주올 · 취 · 치연 · 폭류 · 화
- 번뇌의 작용
- 번뇌의 분류
  - 3루
  - 4액
  - 4취
  - 4폭류
  - 5부: 견고소단 · 견집소단 · 견멸소단 · 견도소단 · 수도소단 = 견소단 + 수소단
  - 5주지번뇌
  - 견혹 + 수혹 = 견소단 + 수소단 = 미리혹 + 미사혹 = 분별기 + 구생기
  - 근본번뇌 + 수번뇌
  - 번뇌장 + 소지장
- 번뇌 = 근본번뇌 + 수번뇌
  - 근본번뇌 = 수면
    - 3근본번뇌: 탐 · 진 · 치
    - 6수면: 탐 · 진 · 만 · 무명 · 견 · 의
    - 7수면: 욕탐 · 진 · 유탐 · 만 · 무명 · 견 · 의
    - 10수면: 탐 · 진 · 만 · 무명 · 유신견 · 변집견 · 사견 · 견취 · 계금취 · 의
    - 12수면: 욕탐 · 진 · 색탐 · 무색탐 · 만 · 무명 · 유신견 · 변집견 · 사견 · 견취 · 계금취 · 의
    - 98근본번뇌(설일체유부)
      - 견혹 = 견소단 = 미리혹 = 분별기: 설일체유부의 88근본번뇌
      - 수혹 = 수소단 = 미사혹 = 구생기: 설일체유부의 10근본번뇌

    - 128근본번뇌(유식유가행파)
      - 견혹 = 견소단 = 미리혹 = 분별기: 유식유가행파의 112근본번뇌
      - 수혹 = 수소단 = 미사혹 = 구생기: 유식유가행파의 16근본번뇌

  - 수번뇌 = 전
    - 8전 · 10전 · 6번뇌구
    - 19수번뇌(설일체유부)
      - 소번뇌지법의 10가지 모두: 분 · 부 · 간 · 질 · 뇌 · 해 · 한 · 첨 · 광 · 교
      - 대불선지법의 2가지 모두: 무참 · 무괴
      - 대번뇌지법의 6가지 가운데 5가지: 방일 · 해태 · 불신 · 혼침 · 도거
      - 부정지법의 8가지 가운데 2가지: 수면 · 악작

    - 20수번뇌(유식유가행파)
      - 소수번뇌심소의 10가지 모두: 분 · 한 · 부 · 뇌 · 질 · 간 · 광 · 첨 · 해 · 교
      - 중수번뇌심소의 2가지 모두: 무참 · 무괴
      - 대수번뇌심소의 8가지 모두: 도거 · 혼침 · 불신 · 해태 · 방일 · 실념 · 산란 · 부정지
- 번뇌 = 잡염 = 유부무기 + 불선
  - 유부무기
    - 욕계의 번뇌의 일부 · 색계의 번뇌 · 무색계의 번뇌
    - 4근본번뇌(말나식의 4번뇌: 아치 · 아견 · 아만 · 아애)

  - 불선 · 악
    - 욕계의 번뇌의 대다수
    - 불선근
    - 5악 · 10악
- 번뇌 = 108번뇌 = 98수면 + 10전
- 번뇌 = 개: 5개
- 번뇌 = 결: 2결 · 3결 · 4결 · 5결 · 9결 · 10결(= 5하분결 + 5상분결) · 98결 · 108결
- 번뇌 = 구애: 3구애 · 5구애
- 번뇌 = 뇌: 3뇌
- 번뇌 = 누: 3루
- 번뇌 = 박: 3박 · 4박
- 번뇌 = 사: 7사 · 10사 · 98사 · 128사
- 번뇌 = 악행: 3악행
- 번뇌 = 취: 2취 · 4취

## 참고 문헌
- 곽철환 (2003). 《시공 불교사전》. 시공사 / 네이버 지식백과. |title=에 외부 링크가 있음 (도움말)
- 무착 지음, 현장 한역, 이한정 번역 (K.572, T.1605). 《대승아비달마집론》. 한글대장경 검색시스템 - 전자불전연구소 / 동국역경원. K.572(16-157), T.1605(31-663). |title=에 외부 링크가 있음 (도움말)
- 미륵 지음, 현장 한역, 강명희 번역 (K.614, T.1579). 《유가사지론》. 한글대장경 검색시스템 - 전자불전연구소 / 동국역경원. K.570(15-465), T.1579(30-279). |title=에 외부 링크가 있음 (도움말)
- 세우 지음, 구나발타라·보리야사 한역, 송성수 번역 (K.950, T.1541). 《중사분아비담론》. 한글대장경 검색시스템 - 전자불전연구소 / 동국역경원. K.950(25-271), T.1541(26-627). |title=에 외부 링크가 있음 (도움말)
- 세우 지음, 현장 한역, 송성수 번역 (K.949, T.1542). 《아비달마품류족론》. 한글대장경 검색시스템 - 전자불전연구소 / 동국역경원. K.949(25-149), T.1542(26-692). |title=에 외부 링크가 있음 (도움말)
- 세친 지음, 현장 한역, 권오민 번역 (K.955, T.1558). 《아비달마구사론》. 한글대장경 검색시스템 - 전자불전연구소 / 동국역경원. K.955(27-453), T.1558(29-1). |title=에 외부 링크가 있음 (도움말)
- 안혜 지음, 현장 한역, 이한정 번역 (K.576, T.1605). 《대승아비달마잡집론》. 한글대장경 검색시스템 - 전자불전연구소 / 동국역경원. K.576(16-228), T.1606(31-694). |title=에 외부 링크가 있음 (도움말)
- 운허.  동국역경원 편집, 편집. 《불교 사전》. |title=에 외부 링크가 있음 (도움말)
- (영어) DDB. 《Digital Dictionary of Buddhism (電子佛教辭典)》. Edited by A. Charles Muller. |title=에 외부 링크가 있음 (도움말)
- (중국어) 무착 조, 현장 한역 (T.1605). 《대승아비달마집론(大乘阿毘達磨集論)》. 대정신수대장경. T31, No. 1605, CBETA. |title=에 외부 링크가 있음 (도움말)
- (중국어) 미륵 조, 현장 한역 (T.1579). 《유가사지론(瑜伽師地論)》. 대정신수대장경. T30, No. 1579. CBETA. |title=에 외부 링크가 있음 (도움말)
- (중국어) 佛門網. 《佛學辭典(불학사전)》. |title=에 외부 링크가 있음 (도움말)
- (중국어) 星雲. 《佛光大辭典(불광대사전)》 3판. |title=에 외부 링크가 있음 (도움말)
- (중국어) 세우 조, 구나발타라·보리야사 한역 (T.1541). 《중사분아비담론(眾事分阿毘曇論)》. 대정신수대장경. T26, No. 1541, CBETA. |title=에 외부 링크가 있음 (도움말)
- (중국어) 세우 조, 현장 한역 (T.1542). 《아비달마품류족론(阿毘達磨品類足論)》. 대정신수대장경. T26, No. 1542, CBETA. |title=에 외부 링크가 있음 (도움말)
- (중국어) 세친 조, 현장 한역 (T.1558). 《아비달마구사론(阿毘達磨俱舍論)》. 대정신수대장경. T29, No. 1558, CBETA. |title=에 외부 링크가 있음 (도움말)
- (중국어) 안혜 조, 현장 한역 (T.1606). 《대승아비달마잡집론(大乘阿毘達磨雜集論)》. 대정신수대장경. T31, No. 1606, CBETA. |title=에 외부 링크가 있음 (도움말)